# Valinge församling
Valinge församling var en församling i Göteborgs stift och i Varbergs kommun i Hallands län. Församlingen uppgick 2010 i Lindberga församling.

## Administrativ historik
Församlingen har medeltida ursprung.
Församlingen var till 1962 moderförsamling i pastoratet Valinge, Stamnared, Skällinge och Nösslinge. Från 1962 till 2010 var den annexförsamling i pastoratet Lindberg, Torpa, Valinge och Stamnared.  Församlingen införlivades 2010 med övriga församlingar i pastoratet i Lindbergs församling som samtidigt bytte namn till Lindberga församling.
Församlingskod var 138315.

## Kyrkor
- Valinge kyrka